# Empetrum nigrum
La camarina negra, baya de cuervo, baya de corneja o émpetro negro (Empetrum nigrum) es una especie de arbusto nativo de las áreas septentrionales del hemisferio norte, así como de las islas Malvinas en el hemisferio sur. En Europa está presente en Islandia, Groenlandia, Escandinavia, del norte Alemania al norte de Rusia, Irlanda y Gran Bretaña (excepto el sur) y montañas europeas (Cárpatos, Alpes, Pirineos y otras zonas de alta montaña).

## Descripción
Es una mata de unos 30 cm de altura y hasta 50 cm de longitud, sin pilosidad, postrada o ascendente, de tallos sin hojas en la base y densamente frondosas en el ápice. Las hojas son persistentes, coriáceas de 3 a 7 mm de largo y de 1 a 2 mm de ancho. Florece de junio a julio con flores de unos 3 mm de un color rosa verdoso; con 3 sépalos, 3 pétalos y 3 estambres; el fruto en forma de drupa primeramente verde, después rojo y finalmente negro (de ahí el nombre específico de nigrum) el fruto mide unos 5 mm.

## Usos
Los frutos silvestres de esta especie son comestibles, y pueden ser utilizado en diversas preparaciones. De sus bayas se puede obtener un tinte púrpura. 
Esta especie igualmente se puede aprovechar como cobertura de un campo, o como planta ornamental; en jardinería, puede crecer en suelos ácidos en zonas oscuras y húmedas.

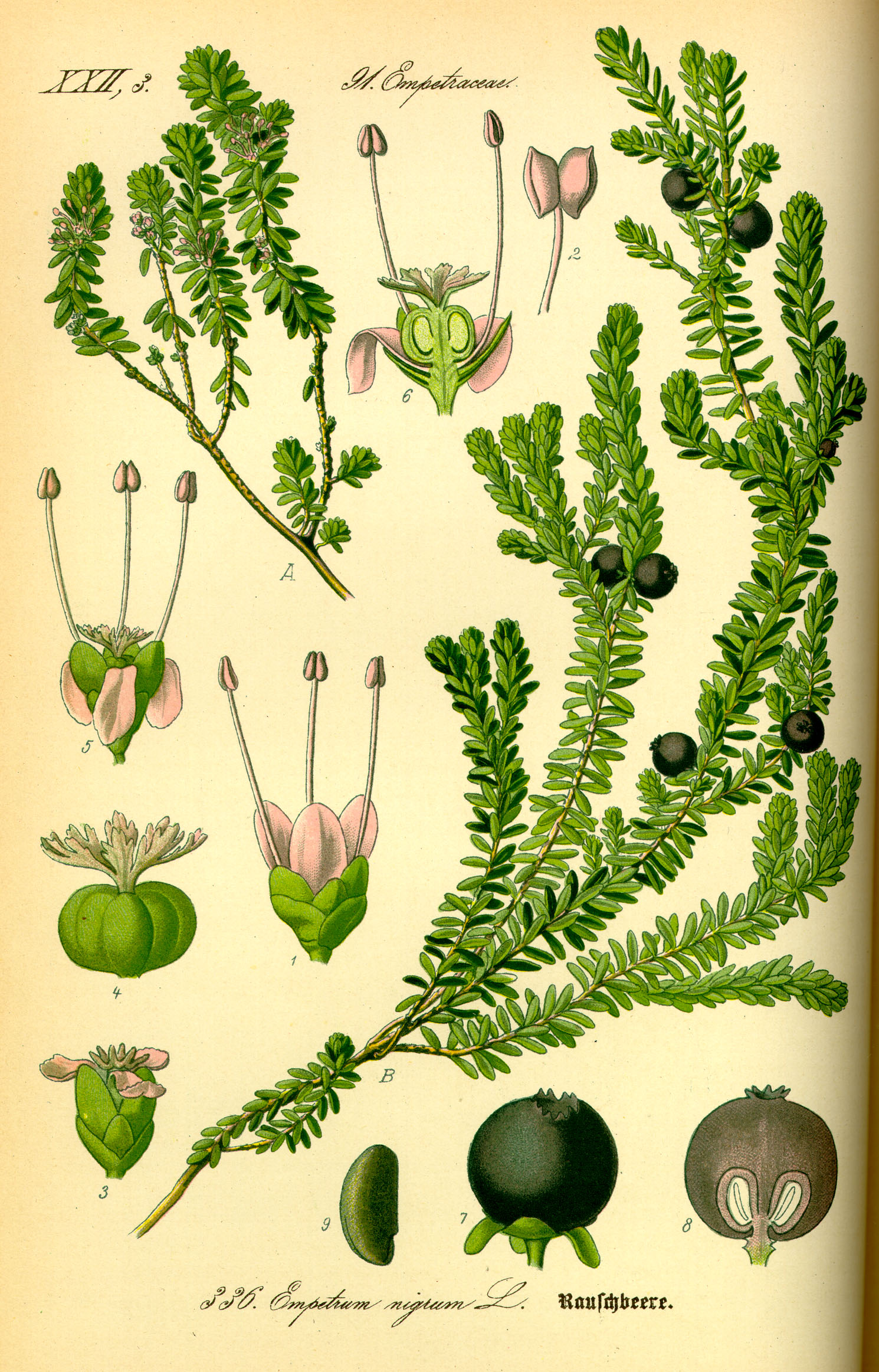
Ilustración de E. nigrum de 1885

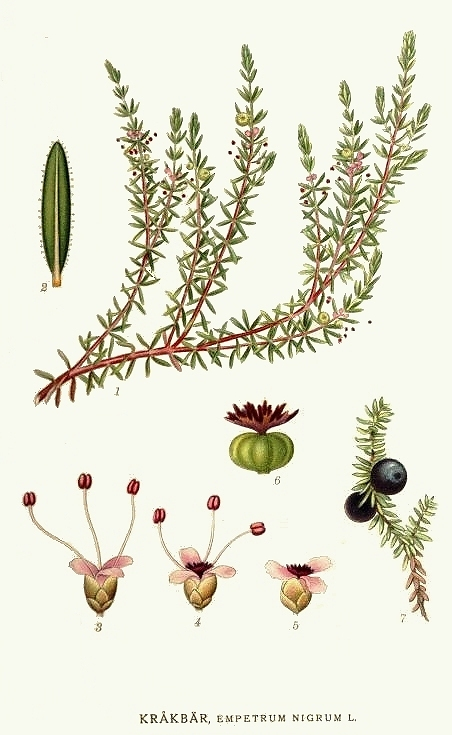
Ilustración

.

## Taxonomía
Empetrum nigrum fue descrita por Carlos Linneo y publicado en Species Plantarum 2: 1022. 1753.
Etimología
Empetrum: nombre genérico del griego empetros o empetron = "que crecen en las rocas".
nigrum: epíteto botánico que significa "negro"
Subespecies
- Empetrum nigrum subsp. albidum (V.N.Vassil.) Kuvaev
- Empetrum nigrum subsp. androgynum (V.N.Vassil.) Kuvaev
- Empetrum nigrum subsp. asiaticum (Nakai) Kuvaev
- Empetrum nigrum subsp. caucasicum (Juz.) Kuvaev
- Empetrum nigrum subsp. hermaphroditum (Hagerup) Böcher
- Empetrum nigrum subsp. kardakovii (V.N.Vassil.) Kuvaev
- Empetrum nigrum f. purpureum (Raf.) R.D. Good
- Empetrum nigrum subsp. sibiricum (V.N.Vassil.) Kuvaev
- Empetrum nigrum subsp. subholarcticum (V.N.Vassil.) Kuvaev

Sinonimia
- Chamaetaxus nigra Bubani
- Empetrum crassifolium Raf.
- Empetrum medium Carmich.
- Empetrum nigrum f. ciliatum Jordal
- Empetrum nigrum f. cylindricum Lepage
- Empetrum procumbens Gilib.
- Empetrum scoticum auct.[8]